# Двама мъже в града
„Двама мъже в града“ (на френски: Deux hommes dans la ville) е френско-италиански игрален филм (драма), излязъл по екраните през 1973 година. Филмът е режисиран от Жозе Джовани. Главните роли се изпълняват от Жан Габен и Ален Делон.

## Сюжет
Жино Страблиджи е ограбвал банки и инкасо, след което е арестуван и осъден на дванадесет години, но е освободен предсрочно от затвора благодарение на грижите на своя приятел и възпитател на затвора Жермен Казньов. След като излежава десет години, изпълнен с желание да започне нов живот, той работи в печатница на вестник, печели прилично и се надява животът да го възнагради за всичко, което е преживял. Но съдбата има свои планове за него. Съпругата му Софи умира в автомобилна катастрофа, а бившите му приятели от местната банда постоянно го търсят. След всичко това, той случайно се натъква на инспектор Гуатро, който го е арестувал на времето, животът на Жино се превръща в ад. Инспектор Гуатро е сигурен, че Жино е в контакт с подземния свят. Нищо не може да го убеди, че Жино се е променил напълно и е станал добър човек. Гуатро е твърдо и непоклатимо убеден, че само смъртта ще промени престъпниците. Последната им среща завършва със сбиване и случайната смърт на инспектора. Страблиджи е обвинен в умишлено убийство на полицай и осъден на смърт. Нито едно от усилията на Жермен Казньов за постигане на справедливост не постига целта. Жино е екзекутиран на гилотината.

## В ролите
| Актьор           | Роля                            |
| ---------------- | ------------------------------- |
| Жан Габен        | Жермен Казньов                  |
| Ален Делон       | Жино Страблиджи                 |
| Мишел Буке       | инспектор Гуатро                |
| Мимзи Фармер     | Люси                            |
| Виктор Лану      | Марсел                          |
| Бернар Жиродо    | Фредерик Казньов                |
| Сесил Васор      | Евелин Казньов                  |
| Кристина Фабрега | жената на Жермен Казньов        |
| Илария Окини     | Софи, жената на Жино Страблиджи |
| Гуидо Алберти    | собственик на печатницата       |
| Малка Рибовска   | адвокат на Жино                 |
| Жерар Депардийо  | млад гангстер                   |